# Deltocephalus variegatus
Deltocephalus variegatus är en insektsart som beskrevs av Victor Ivanovitsch Motschulsky 1859. Deltocephalus variegatus ingår i släktet Deltocephalus och familjen dvärgstritar. Inga underarter finns listade i Catalogue of Life.